# Gerre de' Caprioli
Gerre de' Caprioli là một đô thị ở tỉnh Cremona, vùng Lombardia của Italia, có vị trí cách khoảng 80 km về phía đông nam của Milan và khoảng 6 km về phía nam của Cremona. Tại thời điểm ngày 31 tháng 12 năm 2004, đô thị này có dân số 994 người và diện tích là 8,1 km².
Gerre de' Caprioli giáp các đô thị: Castelvetro Piacentino, Cremona, Stagno Lombardo.